# LaSondra Barrett
LaSondra Barrett est une joueuse américaine de basket-ball, née le 16 mars 1990 à Flowood (Mississippi).

## Biographie
À l'université d'État de Louisiane (LSU), elle affirme sa polyvalence étant capable de jouer aux cinq postes. Ses statistiques moyennes sont de 12,3 points et 6,5 rebonds par rencontre. Avec Cornelia Gayden (1991-1995) elle est une des deux joueuses de LSU à inscrire plus de 1 500 points (11e réalisation de l'histoire des Tigers), 200 passes décisives, 800 rebonds et 100 interceptions, en 126 rencontres, tout en recevant des félicitations académiques. 
Elle est choisie en 10e position de la draft WNBA 2012 par les Mystics de Washington, mais ne joue que deux rencontres de pré-saison et n'est pas retenue pour disputer le championnat
Elle effectue sa première expérience européen avec le club israélien de A.S. Ramat-Hasharon, puis rejoint en décembre le club australien de Sydney Uni Flames (7,9 points et 5,6 rebonds). À la fin de la saison WNBL, elle rejoint la South East Australian Basketball League au club des Lady Braves de Bendigo.

## Clubs
- 2004-2008 :  William B. Murrah High School
- 2008-2012 :  Tigers de LSU (NCAA)
- 2012-2013 :  A.S. Ramat-Hasharon
- 2013-2014 :  Sydney Uni Flames
- 2014 :  Lady Braves de Bendigo

Championnat WNBA
- 2012 :  Mystics de Washington (pré-saison)